# Eupithecia infectaria
Eupithecia infectaria är en fjärilsart som beskrevs av Achille Guenée 1858. Eupithecia infectaria ingår i släktet Eupithecia och familjen mätare. Inga underarter finns listade i Catalogue of Life.